# Epiblastus neohibernicus
Lan dạ bích Bismarck (danh pháp hai phần: Epiblastus neohibernicus) là một loài thực vật có hoa trong họ Lan (Orchidaceae). Loài này được Schltr. mô tả khoa học đầu tiên năm 1911.